# Classificazioni delle strade in Polonia
Le strade in Polonia sono classificate, ai sensi del Codice della Strada polacco, sia dal punto di vista tecnico sia dal punto di vista amministrativo.

## Classificazione tecnica
Il Codice della strada polacco individua, in base alle caratteristiche costruttive, tecniche e funzionali, le seguenti categorie di strade:
- autostrada (classe A)
- superstrada (classe S)
- strada di classe GP
- strada di classe G
- strada di classe Z
- strada di classe L
- strada di classe D

Le specifiche tecniche di costruzione sono inserite nel Dziennik Ustaw br. 43, poz. 430 del 2 marzo 1999.

## Classificazione amministrativa
Un'ulteriore classificazione viene fatta in base al demanio proprietario della strada e all'importanza della strada. Tali categorie amministrative sono:
- strada statale
- strada voivodatale
- strada distrettuale
- strada comunale

Le strade statali sono gestite dallo Stato tramite la GDDKiA.

## Classificazione europea
Alcune strade polacche se fanno parte della rete delle strade europee sono identificate anche da un'altra sigla alfanumerica. Questa sigla è composta dalla lettera E e da una o due cifre. Il simbolo usato è un rettangolo a sfondo verde con la sigla in bianco. Questa classificazione che valuta l'importanza (non essendo né una classificazione tecnica né amministrativa) della strada nell'Unione europea affianca quelle usuali polacche. Le sigle delle strade europee sono sempre presenti nella segnaletica stradale in Polonia.